# 田原凛花
田原 凛花（たはら りんか、1984年11月12日 - ）は、日本の元AV女優。

## 略歴
2020年5月、SODクリエイトの「本物人妻」レーベル専属女優としてAVデビュー。所属事務所はHANAYA PROJECT。
2020年8月、YouTubeチャンネル『田原凛花のりんりんChannel』を開設。
2020年11月よりSODクリエイトの「麗-KIREI SOD-」レーベル専属となる。
2021年5月よりマドンナ専属となる。また、HANAYA PROJECTと並行してカプセルエージェンシーにも所属。
2021年12月10日、『田原凛花のりんりんChannel』で今後は専属を離れ企画単体女優として活動することを報告。
2023年2月6日、ツイッターとインスタグラム以外のSNSを止めたことを報告。
2023年10月23日に同年12月末で引退することを発表し、12月31日に引退。

## 人物
大阪府出身。関西在住で子供英会話教室の先生をしているが、『田原凛花のりんりんChannel』にて設定ではなく本当だと話している。
趣味は旅行・語学学習、特技は英会話・韓国語・ヘブライ語。
既婚者で3歳(2020年7月当時)の子供がいる。
AVデビューのきっかけは、旦那とのセックスレス。30歳を超えたあたりから性欲がどんどん増してきて「女として見て欲しい」という欲求が強くなり、恋愛がしたいわけではないので浮気するよりAV出演のほうが罪悪感がないとしている。なお、自ら直接SODに応募してAV女優となった。
AVが好きでマジックミラー号シリーズは、中学生の頃からずっと追いかけている。

## 作品

### アダルトDVD
- ママ友の間ではいつも盛り上げ役の明るい奥さん 田原凛花 35歳 AV DEBUT（5月21日、SODクリエイト）
- ママ友の間ではいつも盛り上げ役の明るい奥さん 田原凛花 35歳 第2章 帰りの時間まで性欲剥き出し イカされるためだけに上京したむちエロ大阪妻が絶頂懇願5連発（7月23日、SODクリエイト）
- 熟睡女子 6名4時間 夜這いハメ撮り Vol.2（8月27日、SODクリエイト）
- ママ友の間ではいつも盛り上げ役の明るい奥さん 田原凛花 35歳 第3章 他人男の家で性欲解放 久しぶりの絶頂に精子全部お顔にかけてぇ♡（9月10日、SODクリエイト）
- ママ友の間ではいつも盛り上げ役の明るい奥さん 田原凛花 35歳 最終章 「ホンマにもうイカして欲しい…」 徹底焦らし!絶頂お預けされて発狂寸前（10月8日、SODクリエイト）
- Re DEBUT! 電撃移籍 田原凛花 飽きるまでチ○ポを責め続けた2時間（11月12日、SODクリエイト）
- 田原凛花 35歳人妻 J●モデルにさせられて…（12月10日、SODクリエイ）

- 年下男たちの視線を釘付けさせてムチムチなニットでママ活する人妻（1月8日、SODクリエイト）
- 「ナマの悦びが忘れられなくて…」 中出し解禁 サディストの精液を子宮で楽しむ人妻（2月11日、SODクリエイト）
- 本物人妻レーベルデビューの奥様たちの豪華共演! 夫婦で温泉旅行に来ていた3人の人妻にあれよあれよと逆寝取りされ最後はハーレム逆4P 相馬茜 平井栞奈 田原凛花（3月25日、SODクリエイト）
- 電撃移籍 Madonna専属 田原凛花 心の底から不貞に溺れる超情熱3本番スペシャル（6月25日、マドンナ）[5]
- 電撃移籍第2弾!!初本格NTR作品!! 交換夫婦NTR 窓越しに目撃した妻と友人の衝撃的浮気映像（7月25日、マドンナ）
- 妻には口が裂けても言えません、義母さんを孕ませてしまったなんて…。 ―1泊2日の温泉旅行で、我を忘れて中出ししまくった僕。―（9月14日、マドンナ）
- 部屋とYシャツと巨乳 〜夫婦ゲンカで家出してきた隣の人妻と2泊3日の隠れ不倫〜（10月12日、マドンナ）
- 永遠に終わらない、中出し輪姦の日々。田原凛花（11月9日、マドンナ）
- 顔出し解禁!! マジックミラー便 全員38歳over! 年齢を感じさせない美しい人妻さん 初めての公開ディープキス編 vol.09若い男子との濃厚接吻で久しぶりに熱くトロけてしまったオマ○コは青年の硬いデカチ○ポが欲しくてたまらない!! 10人全員SEXスペシャル!!（12月21日、DEEP'S）

- Hなママさんがきっかけで芋づる式に大集合!! 勝浦では敵なし最強ママさんバレー部が早漏に悩む男性のちんちん研究 旦那とご無沙汰欲求不満妻7名収録 【マジックミラー号25周年記念作品】（1月13日、SODクリエイト）
- Gカップ迫力ボディとモデル顔負けのスレンダーボディ 超弩級エロフェロモンが24時間出まくりの美人妻2人が奇跡のWレズ解禁 人妻ならではのじっくりねっとりした舌づかいでお互いの身体を貪りつくす 三尾めぐ 田原凛花（2月8日、ビビアン）
- お義母さん、にょっ女房よりずっといいよ… 田原凛花（2月24日、タカラ映像）
- 美人女将の超絶ベロキス全身リップと中出しセックス付きGo To 温泉宿泊プラン（3月1日、桃太郎映像出版）
- 母子交尾 【北那須路】 田原凛花（3月15日、ルビー）
- はだかの主婦 大阪市在住(33) 田原凛花（3月20日、プラネットプラス）
- 子育て豊満妻 甲斐性無し夫の為に借金返済で体を弄ばれても耐え忍び密かに悶える（4月7日、ヒビノ）
- 誘いやすそうな地味なポッチャリ妻を口説いたらとんでもなくドスケベだった。 町内会まわしテント（4月26日、ながえスタイル）
- 一般男女モニタリングAV 同窓会終わりに突撃交渉! 10数年ぶりに再会した同級生男女はラブホテルで1発10万円の連続射精セックスしてしまうのか!? 10 高校時代から気になっていたクラスのマドンナの巨乳とデカ尻にフル勃起した既婚者チ○ポと恥じらいつつもラブホの非日常感に疼いてしまった人妻マ○コが互いの家庭を忘れた秘密の生セックスは1発限りじゃ収まらない!!（5月3日、DEEP'S）※「まなみ」名義
- 隣の美人妻 泥酔し部屋を間違え「ただいま〜!」（5月20日、プラネットプラス）
- 巨乳どすけべスナックママの新人ホステスレズ堕ち研修（5月24日、レズれ!）
- 旅行代理店営業課長 童貞君との商談交渉性交しました（6月7日、ルビー）
- 油塗(ヌルテカ)露出 笑顔はじけるGカップお姉ちゃんと全身ヌルヌル野外性交（6月23日、SUN）
- チクビアン 4  ビンビン乳首こねくりレズ性交（6月28日、レズれ!）
- もの凄い性欲! 仕事と子育てでオナニーする暇もない シングルマザーと中出しSEX（8月11日、コスモス映像）※「りか」名義
- 顔出しMM号 仲良し奥様限定 ザ・マジックミラー ママ友2人組が「童貞筆おろし脱出ゲーム」に挑戦! 恥じらいながらも我慢汁ダラダラの年下童貞チ○ポに興奮しちゃったご無沙汰人妻2人のチ○ポ奪いあいハーレム3P!最後はW生中出し!（8月16日、DEEP'S）※「ゆみか」名義
- 内緒でエグいサービスしてくれたメンズエステ嬢を温泉旅行に誘って生ハメしたら何度も求めるヤリマンだった VOL.5（9月8日、DANDY）
- 魅惑の黒パンスト完全着用オナニー15人!（9月13日、セレブの友）

- 濡れまくり勃ちまくり不倫温泉 VOL.12（1月3日、花と蜜）
- 絶倫すぎる息子のチ○ポが連射! 母親のドスケベフェラで射精我慢できたら賞金100万円 暴発したら近親相姦罰ゲーム 2（3月9日、ROCKET）
- インドカレー店のムチムチおねえさん 普段ハキハキした性格だけどチ●ポ見たらドスケベ豹変 デカ尻振ってイキまくる!（3月28日、ブロッコリー）
- 「おばさん我慢できないわ…」 ヌキ無しメンズエステで勃起を誘うお色気セラピストの連射骨抜き裏オプション（4月6日、DANDY）
- 『えっ!おばさんの私が?!』我が子の前で痴漢され必死に抵抗するも愛液を垂れ流し絶頂が止まらない巨尻母（4月6日、DANDY）
- 「大人になっても皮かぶったままだから、しっかり洗ってあげるね!」 世話好きな子なし巨乳叔母にお風呂場で恥ずかしすぎる包茎ち○ぽを優しく剥かれドスケベ肉厚ボディで精子が空っぽになるまで甘やかし愛情搾精された。（4月18日、LUNATICS）
- 母親のエロ動画をバラまくと脅され服従した優しい娘をハメ撮りしていたら母親にバレたのでまとめて脅迫親子丼（4月20日、ナチュラルハイ）
- チンスメ おち●ぽのにおいってどうですか?（5月16日、タマネギ）
- 下町銭湯夜の顔、ソープ嬢として貴方様にご奉仕します。（6月8日、ROCKET）
- 野ション最中で拒めない巨乳女を全裸羞恥絶頂で堕とす強奪レズNTR（11月23日、ナチュラルハイ）

- 顔出しMM号 美人妻限定 ザ・マジックミラー 仲良しママ友対抗! 童貞逆ナンパ射精バトル!! 3 出会ったばかりの年下童貞を人妻が恥じらいながらも手コキ・オナホコキ・フェラ!筆おろし中出し!!（3月5日、ディープス）
- 色白デカ尻の家事代行おばさんに即ハメ！デカチンの虜になった人妻が翌日勝手に押しかけてきたので満足するまで何度も中出ししてあげた 31（5月7日、ディープス）
- 緊縛調教妻 会社役員に抜擢されたキャリアウーマン妻。研修と称して社長に躾られた快楽地獄の三日間（5月14日、グローバルメディアアネックス）

### ネット配信
- 熟睡女子 寝起きが一番気持ちイイ♡（7月8日、SODクリエイト）
- りんか（9月2日、「イマジン」）
- りんか（9月25日、#ぬるパコ!）

- 催眠・洗脳英会話教材でより深く目覚める変態性… 旦那とご無沙汰な専業主婦が敏感なカラダでご奉仕する従順な性奴隷へと変貌していく（5月28日、SODクリエイト）

- 【SS級美麗×敏感ま●こ】『AVが好きすぎて…』と応募してきたAVオタク、巨乳・神尻の美人妻。想像以上の敏感ま●こをぎゅうぎゅう締めつけ悶絶絶頂。 at東京都町田市 南町田グランベリーパーク駅前（1月27日、KANBi）
- 「おばさん我慢できないわ…」 ヌキ無しメンズエステで勃起を誘うお色気セラピストの連射骨抜き裏オプション りんか35歳（3月13日、DANDY）
- りんか（4月26日、おっぱいちゃん）
- 【荒ぶる性欲】孕ませたくなるベテラン英会話講師。生理前のムラムラに抗えずレッスン放ったらかしてセックス三昧!（5月4日、プレステージプレミアム）
- ラグジュTV 1571 『欲求を満たしたくて…』むっちむちグラマラスボディを持つOLが欲求不満でAV出演!落ち着いた大人の色気を振りまきつつ、性感帯である胸と脚を舐められ早くも昇天!カメラの前で一心不乱に腰を振る騎乗位で快楽に波に溺れる!!（6月8日、ラグジュTV）※「絵里」名義
- 【性に飢えたド淫乱人妻】【大阪の奥さんに遠征してきました】【豊満G乳ムッチリ肉感】【中出し胸射2連発】【羞恥心たっぷり】【欲求不満爆発】大阪に出張撮影してきました!豊満Gカップ人妻は性に飢えまくりよだれダラダラ他人棒を舐め倒す!!旦那への不満を晴らすように一心不乱にイキまくるッ!!中出し&胸射の不倫セックスをご覧ください!大阪の欲求不満人妻と出張パコパコ撮影 よめちゃん。#013（6月10日、はめちゃん。）※「さとみ」名義
- ニンゲン観察 DVDを借りる口実で若い部下の男の家にやってきた、今にも性欲決壊寸前のムッツリ女上司（9月15日、ムラっch）
- ニンゲン観察 パート先の休憩室で二十歳の誕生日を迎えたばかりのピュア童貞クンを筆おろしするエロく優しい人妻（9月29日、ムラっch）
- りんか（12月1日、昭和以上熟女未満）

- りんか(32)（1月31日、TOKYO不倫File）
- りんか（2月28日、待ち伏せハンター）
- ゆうな先生&りんか先生（4月23日、いんすた）
- りん（4月28日、いんすた）
- 【熟バブ】Gカップ幼稚園人妻りん 甘えん坊夫によるバブバブおっぱい埋もれる、おぎゃり癒されるド変態ハメ撮り個人撮影中出しビデオ流出（4月29日、いんすた）

### アダルトVR
- 彼女と付き合って4年、新婚1年目ですでにマンネリ化してしまった関係を変える為に応募したスワッピングで変態夫婦に出会い性欲が強すぎる年上の女性に犯されまくる。すぐ隣ではボクの妻は中年オヤジにハメられまくる。（9月3日、SODクリエイト）
- 親戚のお姉ちゃんに預けられて2人でお泊り。一緒にお風呂に入ったらイタズラされちゃった（10月5日、SODクリエイト）
- 言葉責め体験VR（12月14日、SODクリエイト）

- マドンナVR初!! 田原凛花 「一緒に頑張ろうね」 思春期真っ盛り童貞の僕に笑顔でセックスの練習台になってくれる慈愛義母（11月1日、マドンナ）

- 嫁の巨乳母が早漏すぎて離婚危機の僕を早漏改善セックスで優しく慰めてくれるVR（7月21日、ナチュラルハイ）

### イメージDVD
- Rinka 昼下がりのマダム（2021年5月20日、REbecca）

### デジタル写真集
- Rinka 昼下がりのマダム（2021年7月16日、REbecca）
- 極上プレイで魅せる 顔射中出し 本気の鬼ピス鬼イカセで連続昇天!（2022年3月4日、TEPPAN）
- はだかの主婦（2022年3月20日、プラネットプラス）
- 隣の美人妻 泥酔し部屋を間違え「ただいま〜!」（2022年5月20日、プラネットプラス）

## 出演

### YouTube
- 綾瀬麻衣子のYouTubeのお仕事ですよ #7（9月10日、エンタちゃん）[12]
- 英語で海外の女性を口説く方法を教えます?田原凛花 先生!（11月8日、SOD HANAYAチャンネル）
- 英語先生の田原凛花ＡＶ撮影現場に密着!（11月23日、SOD HANAYAチャンネル）

- 2020年、AV撮影現場で起きた事件TOP3は?（1月4日、SOD HANAYAチャンネル）
- 【田原凛花】を質問責めしてみた。Rinka Tahara（5月28日、カプセルエージェンシー公式）
- 人妻AV女優、田原凛花さんの大きい〇〇を楽しみにしていた…（5月29日、SOD HANAYAチャンネル）
- 【田原凛花】の英単語レッスン?〜Rinka Tahara〜（7月9日、カプセルエージェンシー公式）

- 【熟女の履歴書】－第13回前編－田原凛花さんの巻〜お尻って奥深い〜（6月1日、夕やけちゃんねる）
- 【熟女の履歴書】－第13回後編－田原凛花さんの巻〜VR酔いなのかもしれない〜（6月2日、夕やけちゃんねる）

- 現役セクシー女優が性感マッサージで絶頂!?施術シーンすべてお見せします【18禁】（2月16日、バコバコチャンネル）
- How Japan's Sexlessness Affects Its Women（6月30日、The Japan Reporter）
- 【マストバイ】田原凛花の「最近買ってよかったアイテム」!#ヘアオイル 　髪もしっとり!美容に!【#SUBLIMIC】2023 MUST BUY ITEM!!（8月3日、ソクミルTV）
- 【ラジオ体操 59人目】田原凛花【体操/Gymnastics Part59：Rinka Tahara】（8月7日、ソクミルTV）
- 【質問しました】58人目 【田原凛花】三十代 女優 ｜農機具小屋で♥/ 昔のテレビで目覚めた!好きな映画は『ザ・テノール 真実の物語』（8月24日、ソクミルTV）
- 【熟女の履歴書】－第72回前編－田原凛花さんの巻〜おばさんの「ダメだよ」が好き〜（8月29日、夕やけちゃんねる）
- 【熟女の履歴書】－第72回後編－田原凛花さんの巻〜煽り文句はセンスが大事〜（8月30日、夕やけちゃんねる）
- 【なわとび 23人目】田原凛花 【jump rope/Skip rope Part23：Rinka Tahara】（9月4日、ソクミルTV）

### ラジオ
- とにかく明るい安村のとにかく丸裸!（2020年10月10日,17日、文化放送）
- 紗倉まなとニューヨークのマジックミラーナイト（2021年5月1日、文化放送）

### テレビ
- 綾瀬麻衣子のYouTubeのお仕事ですよ #7（2020年10月17日、エンタ!959）
- ケンコバのバコバコナイト（2023年1月13日,27日、サンテレビ）

## 掲載

### 雑誌
- 週刊実話 2020年6月11日号（日本ジャーナル出版） - 袋とじ「Gカップ関西妻決意のヘアヌード」[13]
- 月刊ソフト・オン・デマンド 2020年9月号 VOL.12（ソフト・オン・デマンド） - インタビュー
- EX MAX! 2020年10月号（楽楽出版） - グラビア「#みっかい」、付録DVD出演[14]
- 週刊実話 2020年9月10日号（日本ジャーナル出版） - インタビュー「特報!!AVタイムズ」[15]
- 月刊ソフト・オン・デマンド 2021年1月号増刊 SOD本物人妻・熟女妻（ソフト・オン・デマンド） - 表紙、グラビア「密会情事」、インタビュー
- 月刊ソフト・オン・デマンド 2021年4月号増刊 SOD本物人妻・熟女妻　Vol.2（ソフト・オン・デマンド） - グラビア
- 月刊FANZA 2021年8月号（ジーオーティー） - インタビュー「こんなにエロくなりました。」
- 月刊ソフト・オン・デマンド 2021年10月号増刊 SOD本物人妻・熟女妻Vol.3（ソフト・オン・デマンド） - グラビア
- 週刊アサヒ芸能 2021年9月30日号（徳間書店） - インタビュー「AV SEXY放談『熟女の花園』」[16]